# Complesso del Convitto Nazionale

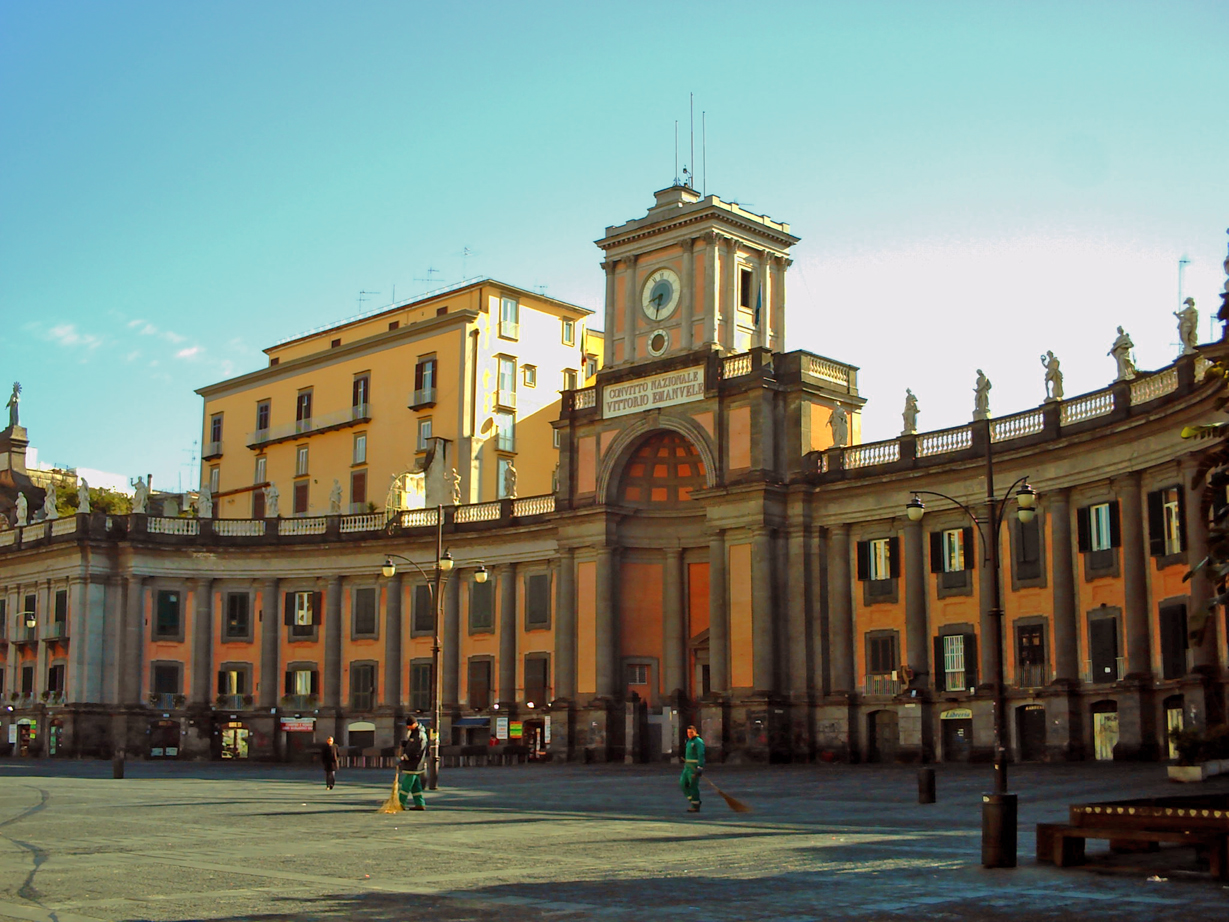
Complesso del Convitto Nazionale in Napels. Zicht vanuit de Piazza Dante.

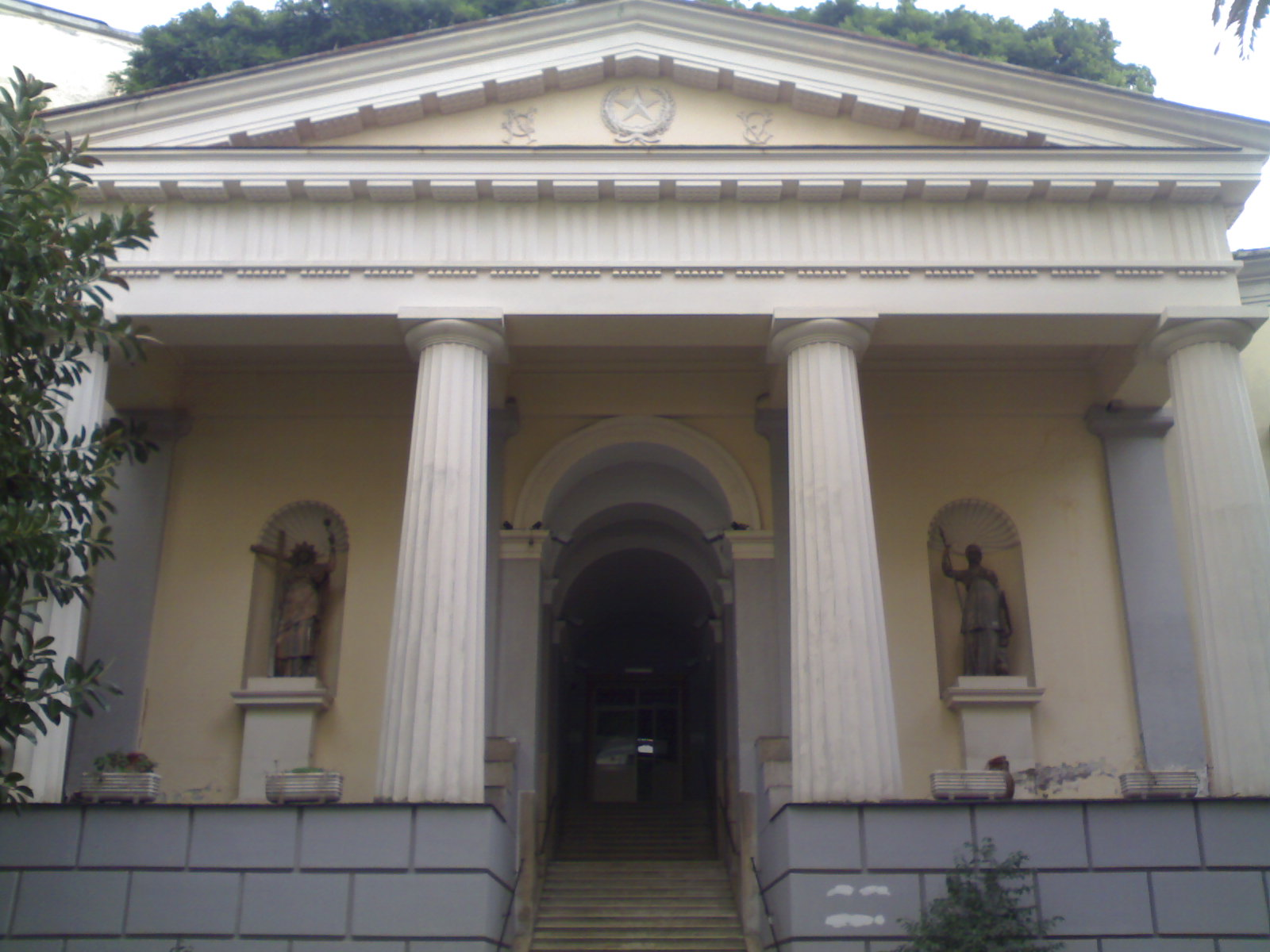
Hoofdingang

Het Complesso del Convitto Nazionale, letterlijk Complex der Nationale Kostschool, is een scholengebouw in het centrum van Napels, gelegen aan de Piazza Dante. Het was eeuwenlang een klooster van Dominicanessen.

## Andere namen
- Dominicanessenklooster San Pietro a Castello (1424-1807)
- School Lyceo del Salvatore (1807-1828)
- Jezuïetenschool Collegio dei Nobili (1828-1860)
- Convitto Nazionale Vittorio Emanuele II (1860-1946).

## Historiek
Van 1132 tot 1424 was er op deze plek een bescheiden klooster van Benedictijnen.
In 1424 richtte koningin Johanna II van Napels een klooster van Dominicanessen op. De zusters waren van de Orde van San Pietro a Castello. Met de komst van de zusters werden de kerk en het klooster uitgebouwd. 
Later meende koning Karel VII van Napels van het Huis Bourbon dat het marktplein gelegen voor het kloostercomplex moest aangepakt werden. De naam van het marktplein was Largo del Mercatello. Het markplein was sinds 1625, met de monumentale toegang van de Port’Alba in belang toegenomen. De bouwwerken duurden van 1757 tot 1763; het doel was de gloriedaden van koning Karel VII uit te beelden. Hiertoe paste ook de nieuwe naam voor het marktplein: Foro Carolino of Forum van koning Karel. De befaamde architect Vanvitelli tekende de plannen. Tegenaan het klooster werd een halfcirkelvormig bouwwerk opgetrokken met in het midden een toren. Op het dak van de halve cirkel verrezen 26 beelden. Deze beelden stelden de 26 deugden van koning Karel VII voort. In het centrale gebouw was er plaats voor een reusachtig ruiterstandbeeld van hem. Dit standbeeld kwam er evenwel nooit en de nis van de toren bleef leeg staan.
Met het Napoleontisch bestuur in Napels zagen de Dominicanessen hun klooster afgeschaft. Koning Jozef Bonaparte liet het inrichten als school. In 1825 keerden de Jezuïeten naar Napels terug, nadat ze in de 18e eeuw verjaagd waren op bevel van paus Clemens XIV. De Jezuïeten namen de organisatie op zich van het onderwijs. De school werd een elitekostschool met de naam Collegio dei Nobili. In 1835 doorboorden ze de nis van de toren met een poort. Zo had de school een directe toegang tot het Foro Carolino. De Jezuïeten bleven eigenaar tot ze op de vlucht sloegen samen met het Huis Bourbon tijdens de intocht van Garibaldi in Napels (1860).
Door de eenmaking van Italië werd het onderwijs op landelijk niveau georganiseerd. De Jezuïetenschool werd omgevormd tot de publieke school genaamd Convitto Nazionale Vittorio Emanuele II. Het bleef verder een kostschool. De school droeg, zoals andere pas opgerichte scholen in Italië, de naam van koning Vittorio Emanuele II.
In 1941 stortte de voormalige kerk van de Dominicanessen in.
Na de val van de monarchie in Italië (1946) werd de kostschool hernoemd tot Complesso del Convitto Nazionale. Sindsdien biedt de school lager en secundair onderwijs aan, alsook bepaalde types van hoger onderwijs.